# とれたてワイド朝生!
『とれたてワイド朝生!』（とれたてワイドあさなま）は、2003年3月31日から北日本放送（KNBラジオ）で放送されている朝の帯番組。。放送時間は平日の9:00 - 12:00（2021年1月現在）。

## 概要
当初6:50 - 8:40は1部、8:40 - 11:00が2部という形で放送しており、2部ではメッセージとリクエストの受け付けも行っていた（2014年での大幅なリニューアル後もメッセージとリクエストの受け付けは行っている）。
土曜日は『朝生!土曜版』（あさなま!どようばん）として7:00～9:00まで放送していたが、2009年9月末をもって終了となり、終了時点土曜版で放送されていた番組は後に一本ずつの独立した番組として放送されていた。なお、こちらは平日版とは異なりニュースなどが中心であったためメッセージの受け付けは行われなかった。
かつては11:00までの放送だったが、2009年4月より30分延長となった。また、放送開始時間は開始当初から6:50からだったが、2013年10月から放送開始時間が3分繰り上がり6:53に開始となった。2014年3月31日より第1部が放送されている7:00 - 9:00において「KNBモーニングすくらんぶる」が開始されるに伴い第1部は消滅し、放送開始時間は9:00に変更。同時に終了時間も11:50に変更された。2015年3月30日より11:45に「渡辺徹 家族の時間」が放送開始されるに伴い、放送時間が5分短縮される。2016年3月28日から「渡辺徹 家族の時間」と、その直後の11:50に放送される「河村通夫の大自然まるかじりライフ」が、前者が12:15に、後者が12:20(2021年3月29日から再び11:50に戻る)に枠移動となったため、終了時間が12:00に変更された。
年に数回、キンレイと当番組のコラボ商品が販売されている。
2014年度より「でられディオキャンペーン」の一環としてオープニングをKNB本社屋前に変更しリスナー参加型になった。当初は出演証明書であるプラスチック製の「でられディオカード」とKNBラジオデザインのポケットラジオをプレゼントしていたが、2015年1月にポケットラジオの在庫が切れたためカードのみになった。2015年度からはオープニングの場所をKNB本社屋のロビーに移し、スタッフから渡されるコインでガチャガチャを回して出た景品（KNBのオリジナルグッズやオリジナルデザインのポケットラジオ等）をプレゼント（厳密に言えばカプセルの中に景品の名前が書かれた引換券が入っており、それをロビーの受付に渡して交換）する形式に変更された（年度内には何度でも参加できるが、ガチャガチャは年に一度しか引けない）。2016年度より、ガチャガチャの中身がリニューアルされた。なお、2016年12月12日から16日の一週間はラジオ第3スタジオのリニューアルに伴い、オープニングは第3スタジオ内の待機スペース「まちスタ」で行われた。こちらは2020年3月をもって終了した。
2021年春改編において14年間パーソナリティーを務めた木下一哉が降板。長年に渡る陸田陽子とのコンビも解消となった。変わって「でるラジ」に異動する木下と事実上トレードの形で加入する小林淳子に加え「ご近所ラジオKNB!」降板後約10年ぶりにラジオパーソナリティーに復帰する上野透を迎え番組開始以来初めて大幅リニューアルに踏み切ることとなった。

### パーソナリティ
- 佐藤栄治（木.金）

### 過去のパーソナリティ
- 岩井克行
- 高野知香子
- 木下一哉
- 小林淳子
- 柳川明子
- 山下千晴
- 森本千瑛
- 上野透（月～水）
- 粟島佳奈子（月.火）
- 陸田陽子（水～金）

## 大まかな放送の流れ
（2018年1月現在）
| 9:00  | オープニング |
| 9:10  | 富山市だより |
| 9:30  | （月曜）切手のない贈り物 （第2・第4・第5火曜）お助けマネープラン～教えて!家計のヒント～ （金曜）角田尚法 あかりの演出 |
| 9:50  | （第2・第4火曜）大丈夫ですよ! 子育て相談室 （水曜）朝の十七音 （金曜）我が家のスマイルプラン                          |
| 10:00 | KNBニュース・天気予報                                                                                                 |
| 10:10 | （木曜）目指せ!朝生的くらしの達人                                                                                     |
| 10:20 | （月曜）ティータイム・ミュージック （第1・第3火曜）転ばぬ先の相続対策!                                                |
| 10:30 | （月曜）なるほど!過払い金法律相談 （第2・第4水曜）アロマな生活 （木曜）トヨタ街角ステーション                         |
| 10:35 | （月曜）北陸ネット3県ポン（北陸放送・福井放送の3局ネットで生放送）                                                    |
| 10:50 | （火曜）トミーズツアー 旅のコンシェルジュ （木曜）朝生コラム～私も一言 （金曜）おくりもの専門学園                     |
| 11:00 | KNBニュース・天気予報                                                                                                 |
| 11:20 | （第2・第4火曜）伊藤敏博的 歌の万華鏡 （第1・第3木曜）おさかな博士ととれたて生電話 （金曜）木下一哉の空の旅に出よう!  |
| 11:30 | ランチリクエスト |
| 11:52 | 朝生スロット |

※以上は、KNBラジオ基本番組表の記載に従った。上記の他、下記のコーナーが放送されている。
- 11:20頃 おすすめランチ情報 ひるドコ!?
- 11:50頃 マーケット情報
  - 東京証券取引所日経平均株価前場終値と午前11時30分現在の東京外国為替市場ドル円相場を伝える。2018年3月までの月曜は加えてそれらの今週の見通しを伝えていた。
- エンディング前 でたデータカウント
  - オープニングやスタジオ、電話で出演した人数をカウントして、何人出演したかを計算しスタジオ内にある電光カウンターに通算表示していたが、キャンペーン終了等に伴い、後に撤去された[2]